# Унутрашњи Хебриди
Унутрашњи Хебриди (енгл. Inner Hebrides, гелски Na h-Eileanan a-staigh) су архипелаг који се налази северозападно од обале Шкотске и југоисточно од Спољних Хебрида. Унутрашњи Хебриди се састоје од 79 острва од којих су 35 насељена а осталих 44 ненасељена. Највеће острво је Скај. Укупна површина острва је 4130 km² и на њему живи 18.948 становника 2011.
Административно, Унутрашњи Хебриди су једна од 32 области Шкотске. Главно насеље и административни центар острва је градић Портри.
Главне привредне гране на острву су: туризам, пољопривреда, риболов и производња вискија.